# ラト (ギリシャ)
ラト（古希: Λατώ, Latṓ）は、古代ギリシア、クレタ島の古代都市である。ラトーとも表記される。その遺跡は現在ラシティ県クリツァの小さな町から約3 kmに位置している。アレクサンドロス大王に仕えたネアルコスはラトの出身である。

## 歴史
ドーリス人の都市国家は都市のアクロポリスとなった2つの山頂の間にミラベッロ湾を見下ろす防御可能な位置に建設された。都市の建設はおそらくドーリス人が到来した後期青銅器時代以前に先立つと考えられているが、現在見つかっている遺跡は主に紀元前5世紀から4世紀頃のドーリス人の時代のものである。
この都市の名前はギリシア神話のアポロンとアルテミスの母である女神レトにちなんで名づけられたと考えられ（ラトはレトのドーリス方言）、クノッソスから発見された線文字Bの粘土板に RA-TO として言及されている可能性がある。またラトでは古くから女神エイレイテュイアが崇拝されていたらしく、同地で発行された貨幣にエイレイテュイアの肖像が描かれている。
前3世紀末にラトはクレタ島の都市同盟に参加し、同じ法律を共有した。またラトはロドス島、テオス、ペルガモンのエウメネス1世と同盟を結んだが、隣接する都市オロスとは国境をめぐって継続的に対立していた。現在のアイオス・ニコラオスの近くにあるラト・プロス・カマラ（Lato Etera あるいは単に Kamara）の遺跡はラトの外港としてドーリス人によって建設されたが、人々はむしろカマラに集中していき、やがてラトの政治機能はカマラに移され、最終的に前200年頃に放棄された。カマラはローマ時代も使用されたが、これは後に混乱を招き、ビュザンティオンのステパノスはクレタ島の歴史家ゼニオン（Zenion）を引用してラトとカマラは同一の都市であると繰り返し主張した。現在ではこの2つは明確に区別されている。考古学者フェデリコ・ハルブヘル、L・マリアーニ（L. Mariani）、アントニオ・タラメッリは遺跡を訪れてラトに特定した。
1894年から1896年にかけてアーサー・エヴァンズが小規模な発掘調査を行ったのち、1899年から1901年にかけてアテネ・フランス学院がジョセフ・デマルニュの指揮のもと体系的な発掘を行い、1968年にピエール・デュクレイ、オリヴィエ・ピカール らによって再開され、1970年代まで続いた。

## ギャラリー

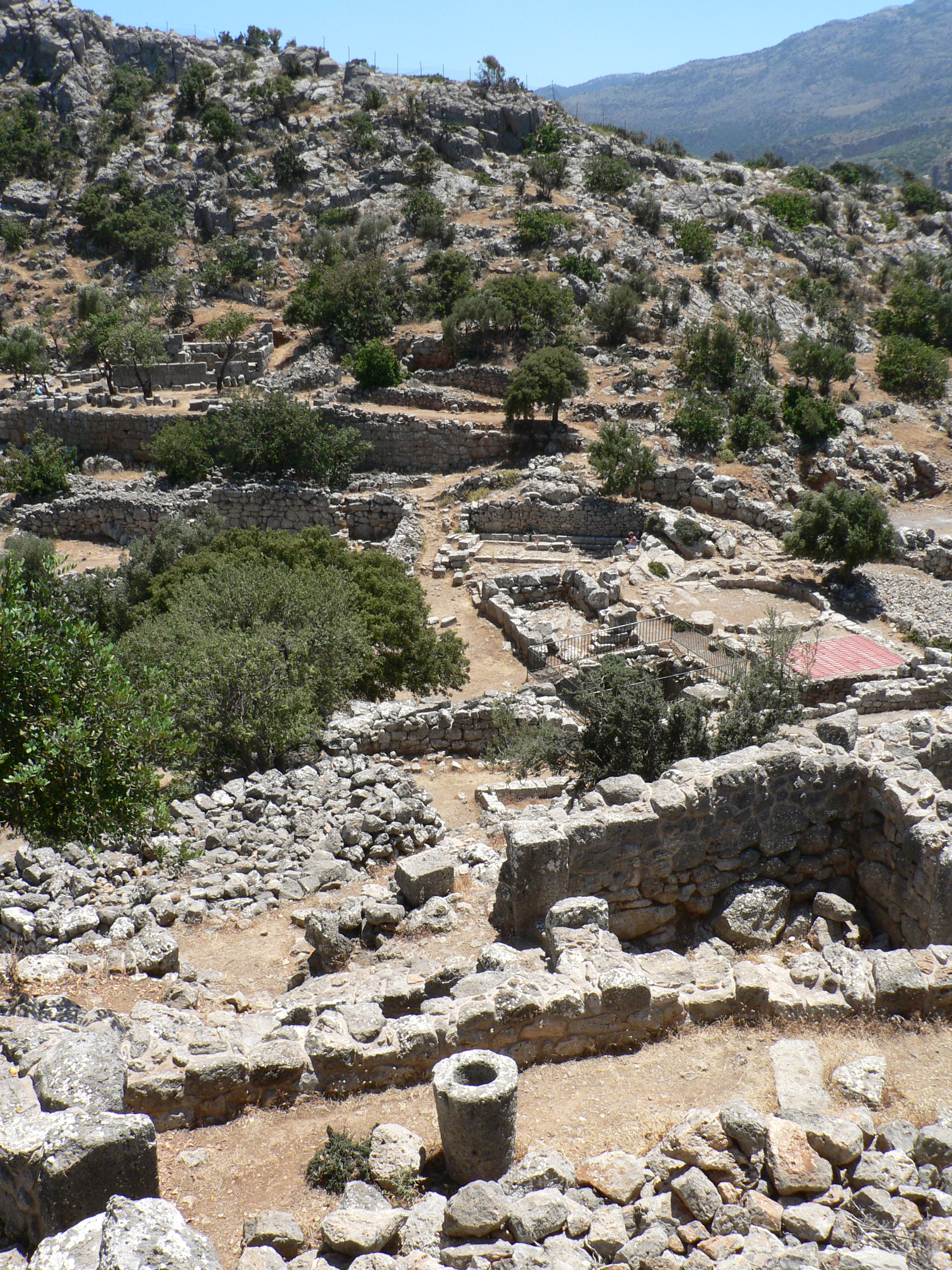
ラトの都市の遺跡。

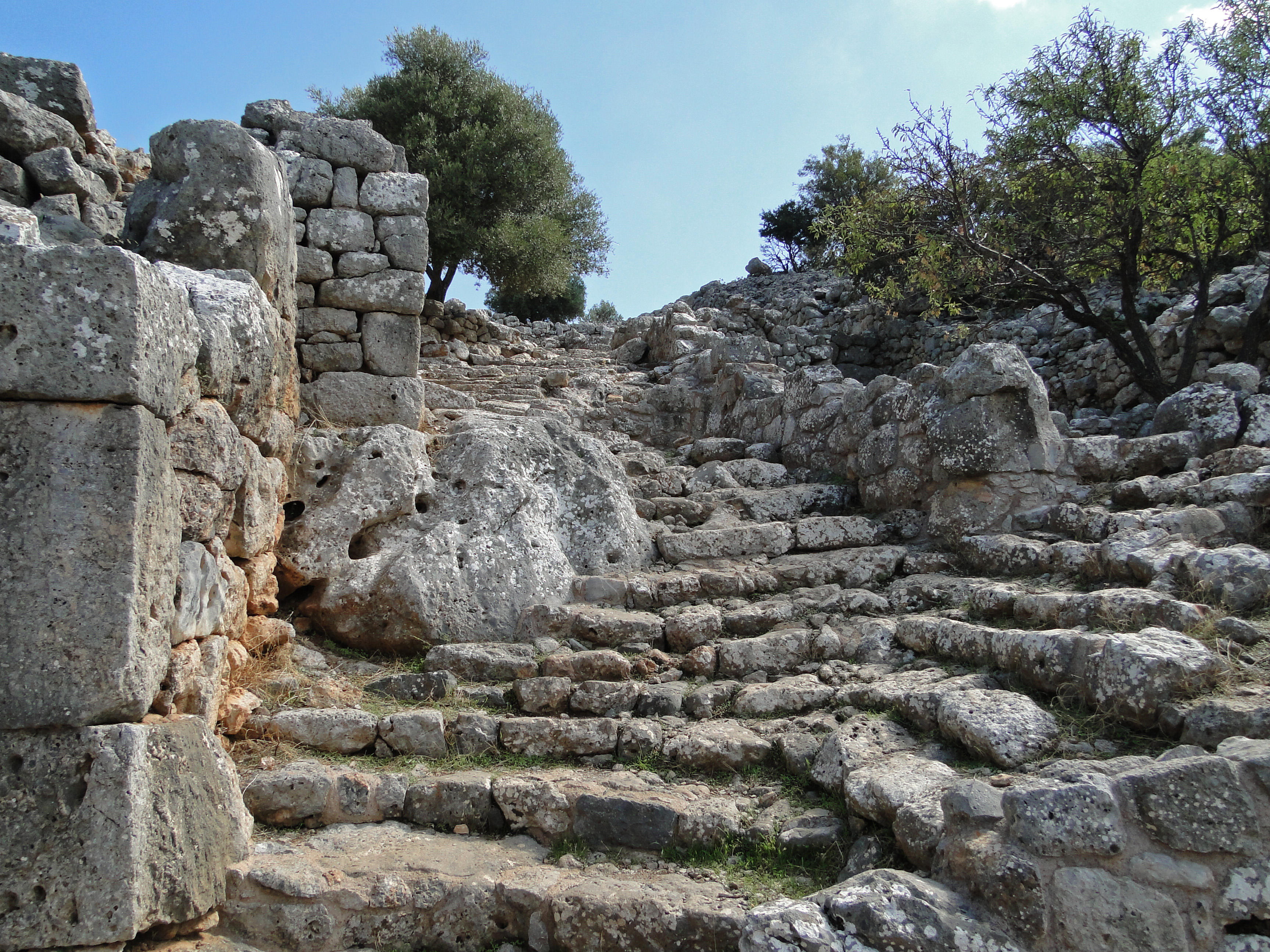
通りの階段
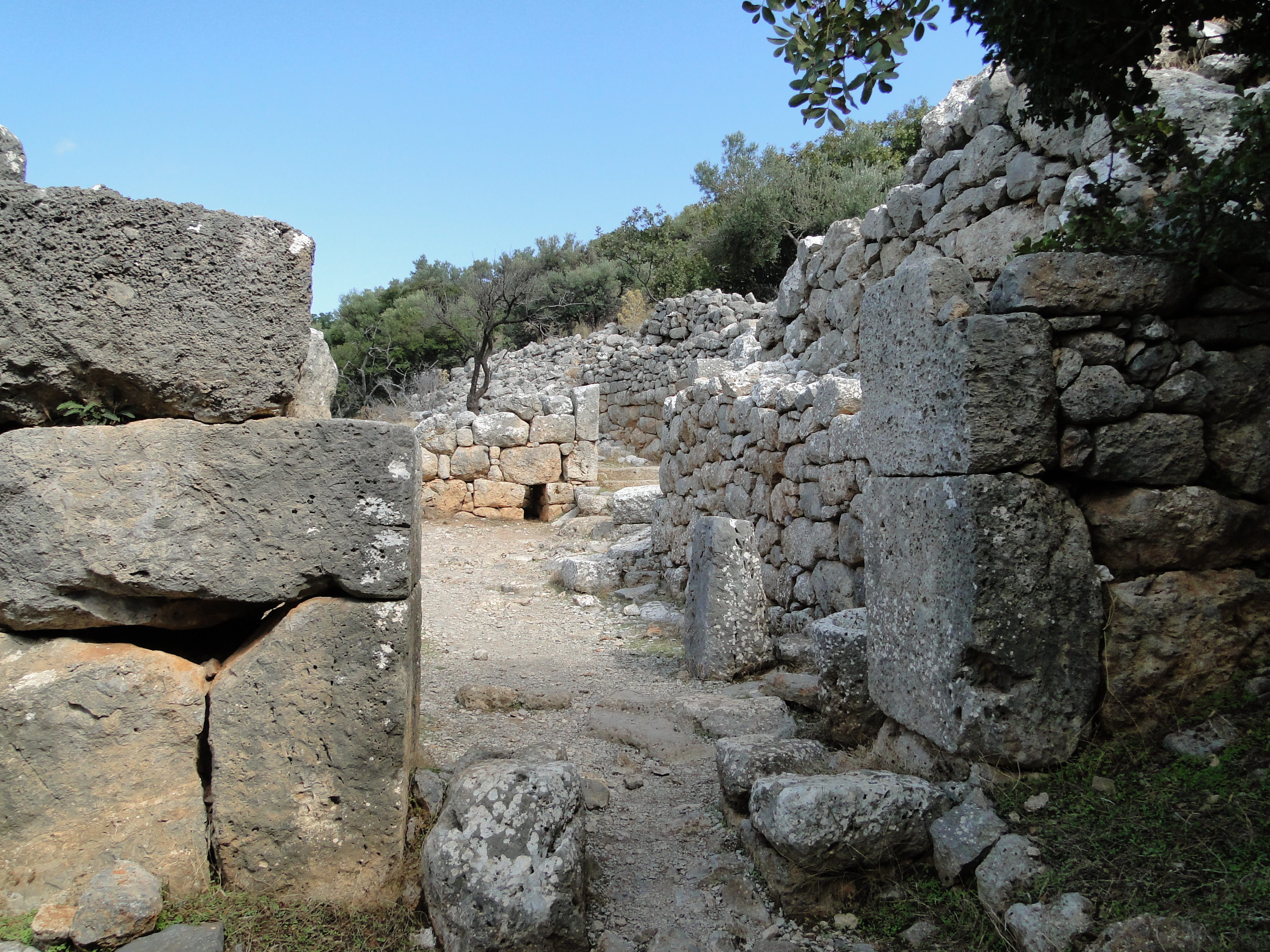
正門
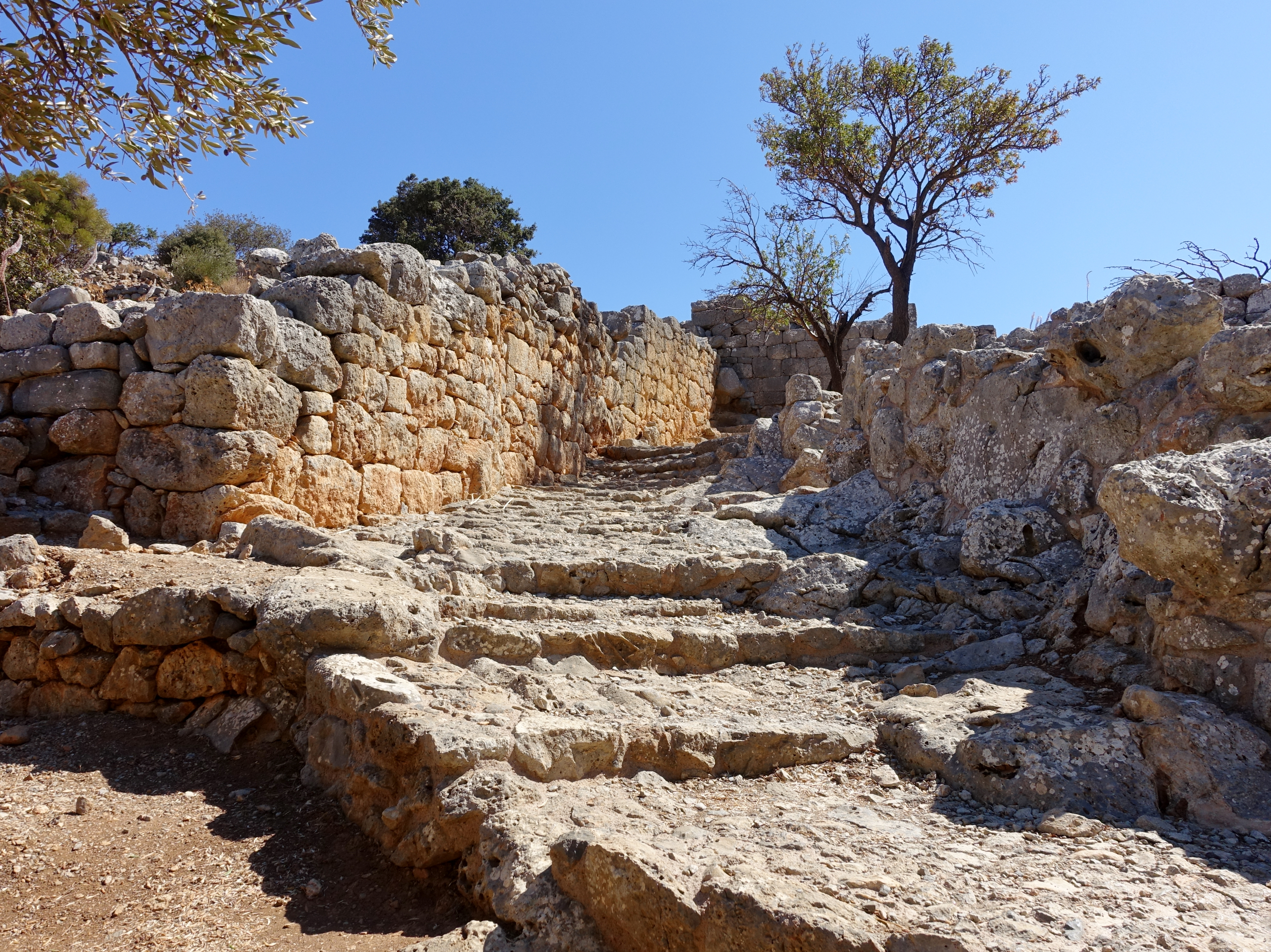
都市の中央通り
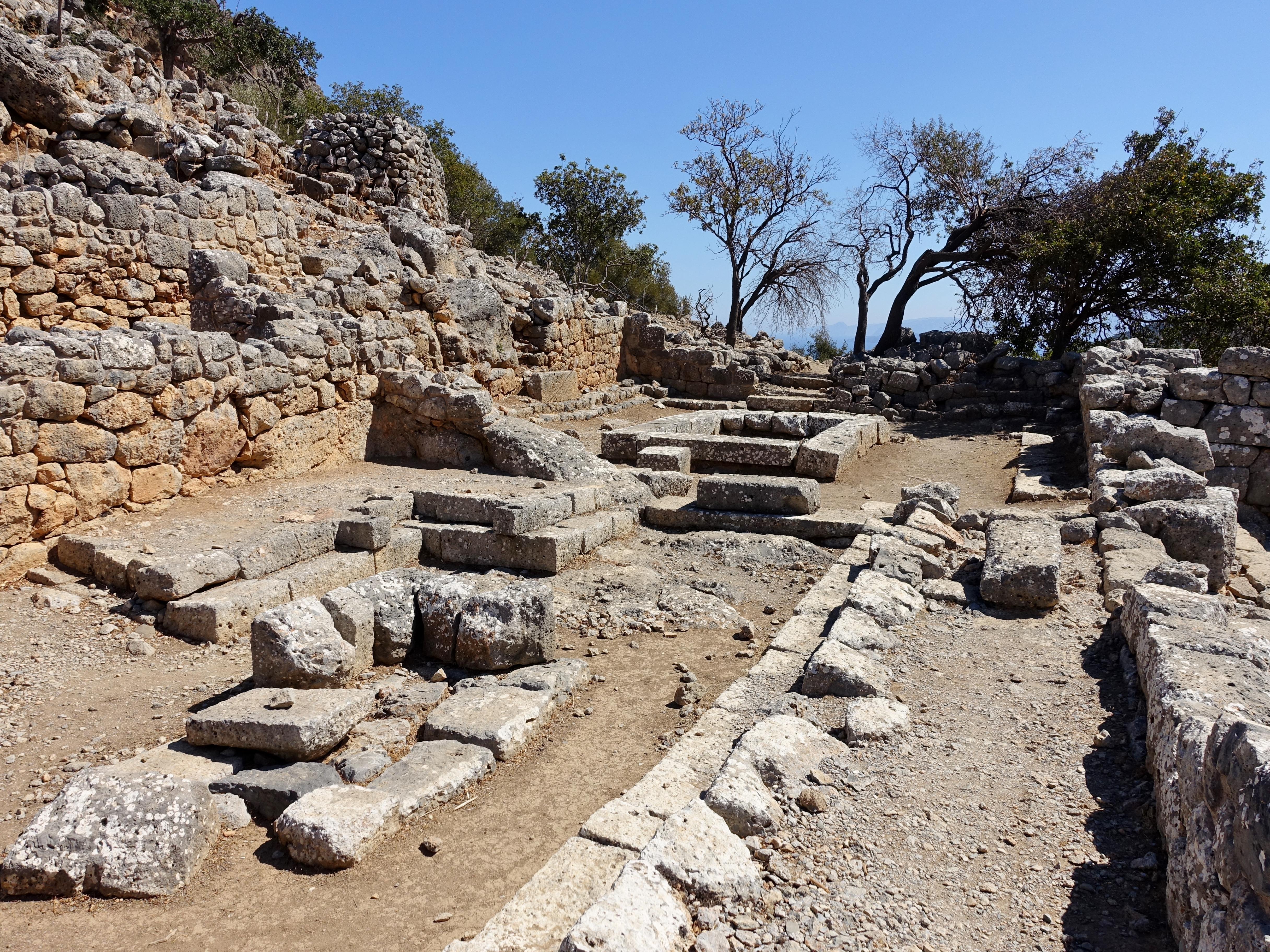
プリュタネイオン
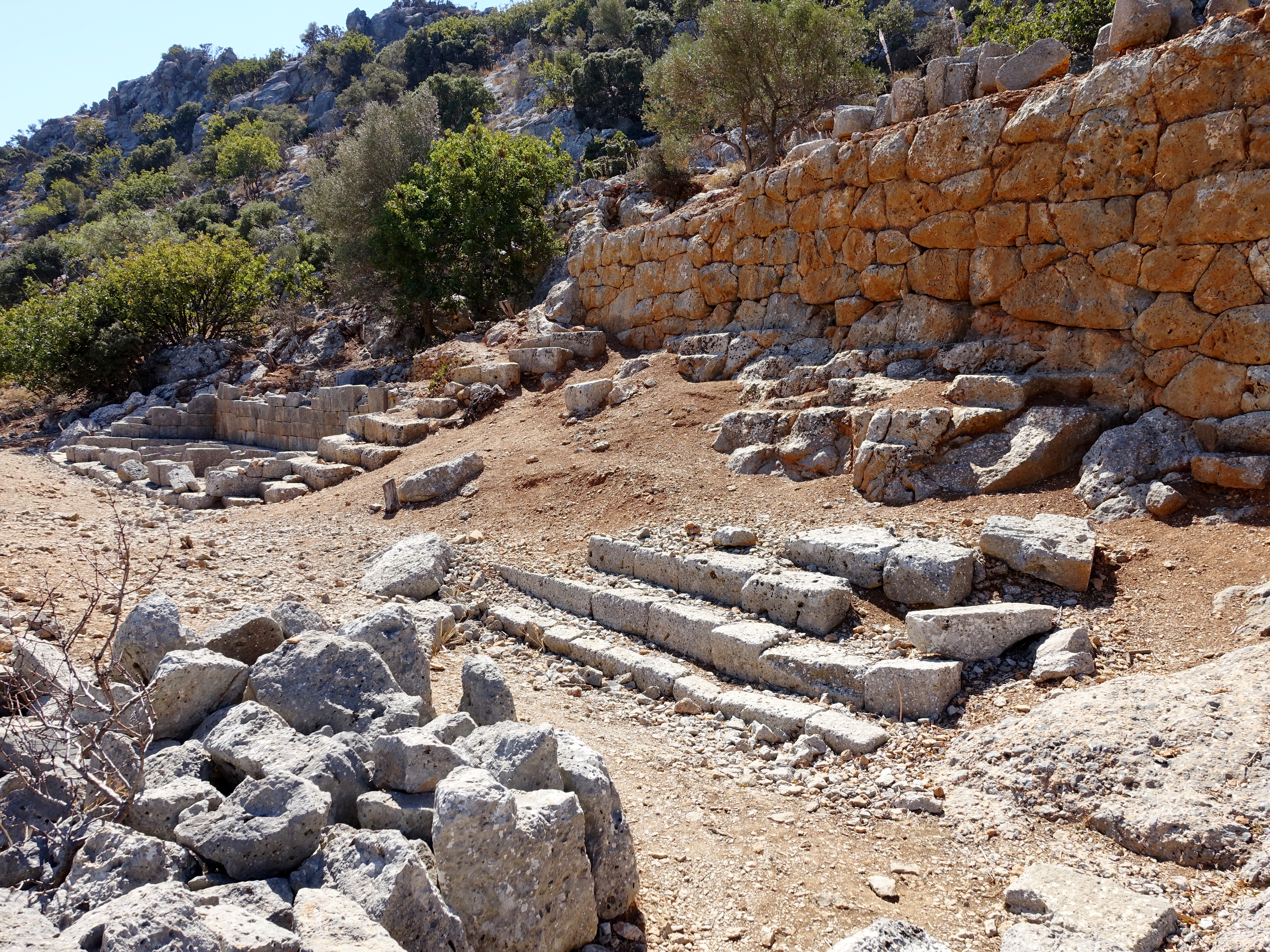
古代劇場エリア
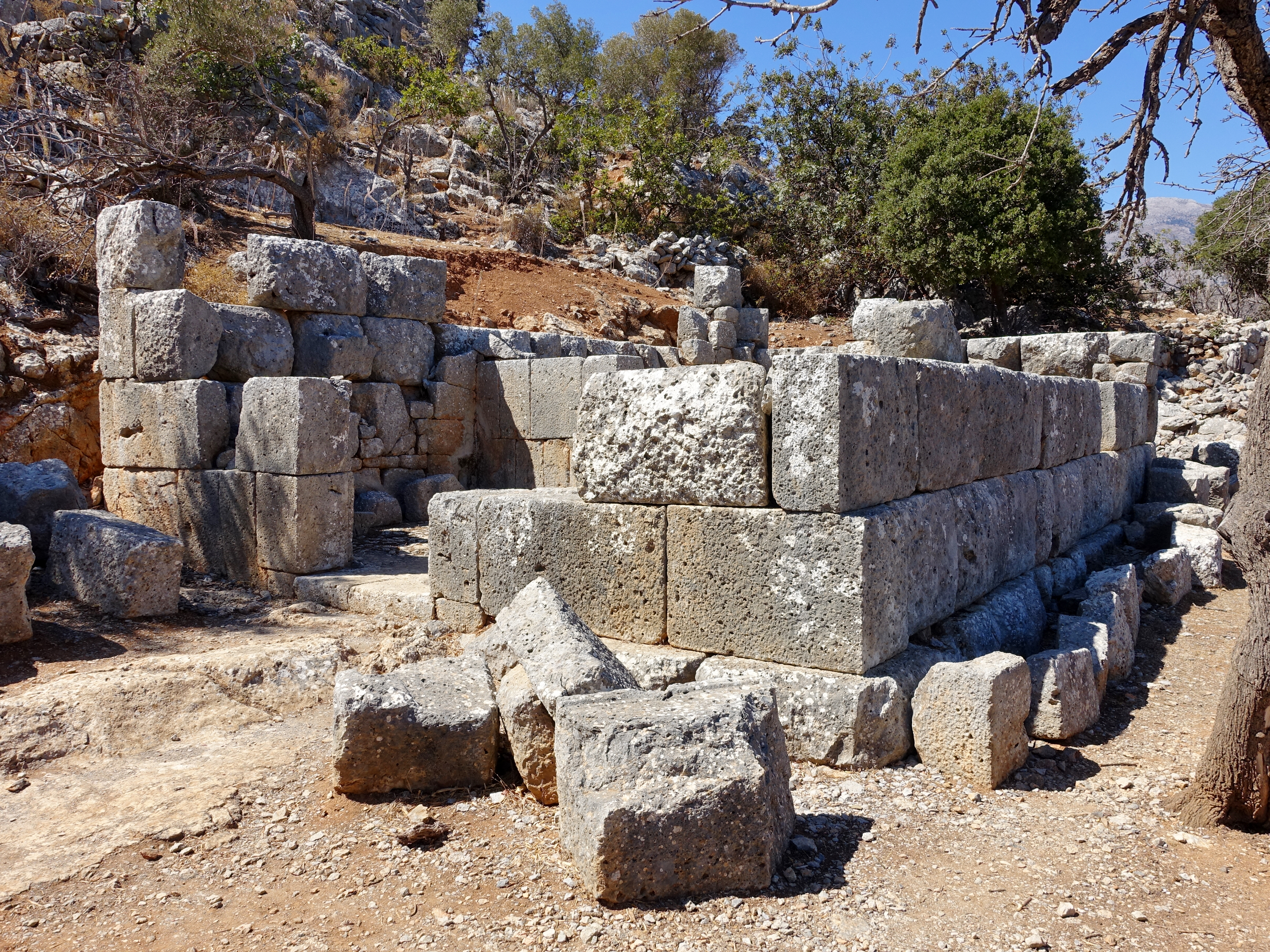
アポロン神殿
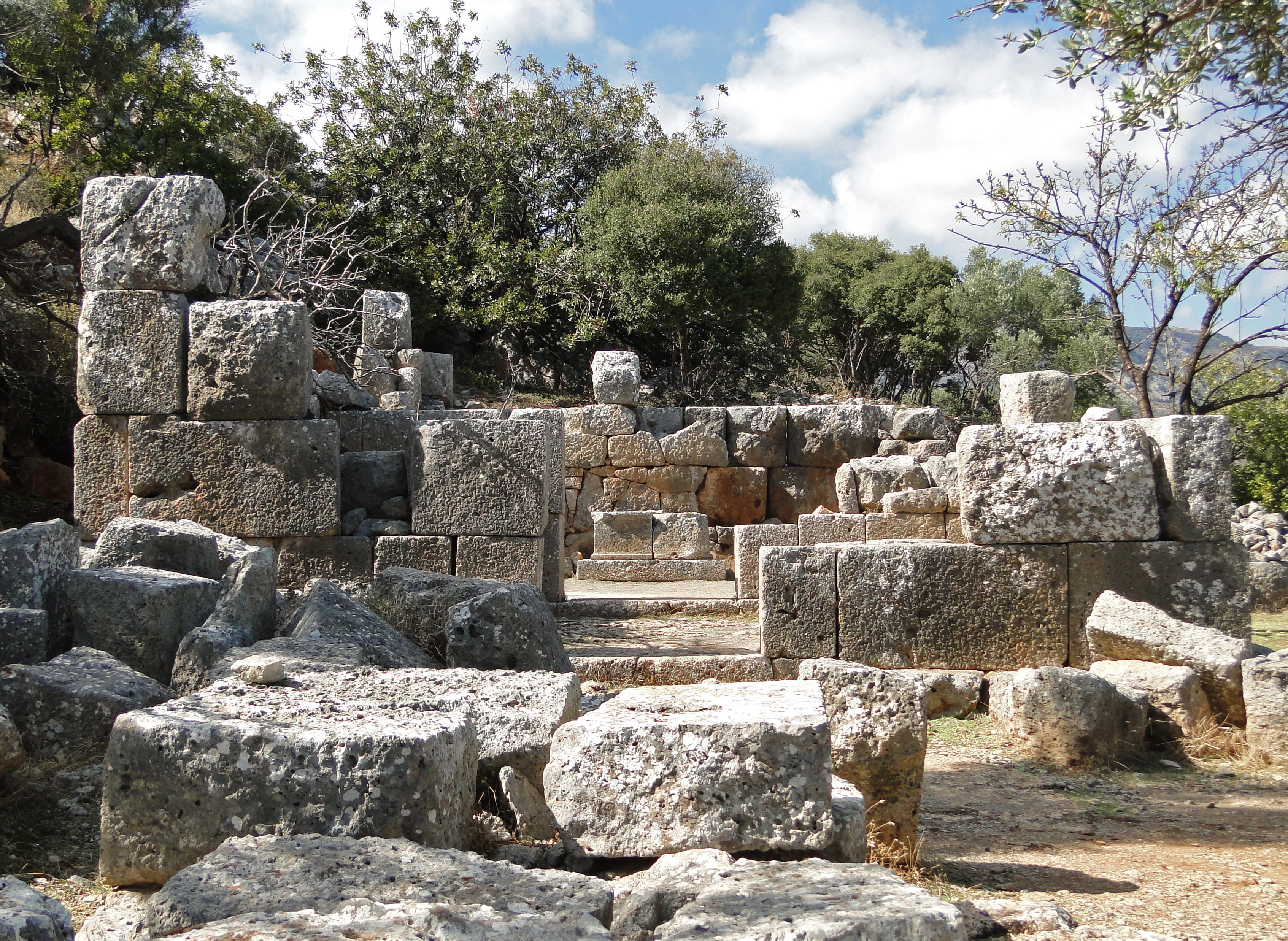
アポロン神殿
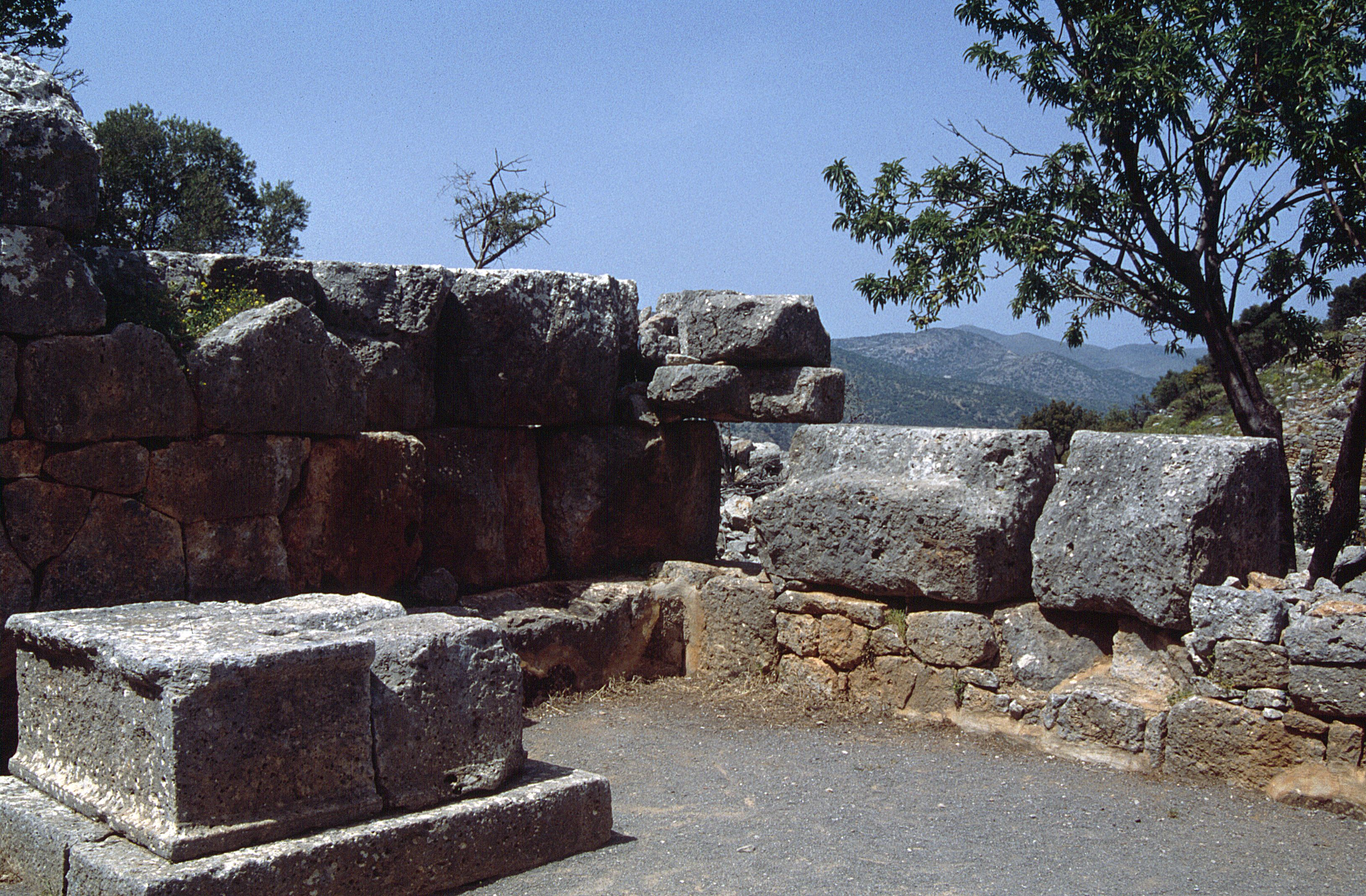
アポロン神殿